# Infineon Technologies
Infineon Technologies — немецкая компания, крупный производитель микросхем и дискретных полупроводниковых компонентов. Штаб-квартира расположена в Нойбиберге, юго-восточном пригороде Мюнхена.

## История
Infineon была создана в 1999 году из подразделения полупроводников концерна Siemens. Толчком к отделению полупроводникового бизнеса стал обвал цен на компьютерную память DRAM в конце 1990-х годов, в 1998 году это подразделение принесло Siemens убыток 674 млн долларов. На момент создания Infineon стала мировым лидером по производству DRAM, занимая около трети мирового рынка, эта продукции давала 30 % выручки, остальное приходилось на радиочастотные модули (в частности Bluetooth), а также оборудование для проводной связи. В 2006 году производство DRAM было отделено в новую компанию Qimonda, через 3 года подавшую заявление о банкротстве. Первоначально Infineon стала дочерним предприятием Siemens, но в 2000 году её акции были размещены на фондовых биржах Франкфурта и Нью-Йорка, к 2001 году Siemens сократила свою долю до 41,3 %.
В 2009 году подразделение оборудования для проводной связи было выделено в самостоятельную компанию Lantiq, в 2015 году поглощённую Intel. В январе 2011 года за 1,4 млрд долл. была завершена продажа подразделения беспроводных решений Wireless Solutions (WLS) также корпорации Intel.
В августе 2014 года было объявлено, что за 3 млрд долл. Infineon покупает американскую компанию International Rectifier, занимающуюся выпуском силовых полупроводниковых приборов.
В апреле 2020 года за 9 млрд евро было завершено поглощение американской компании Cypress Semiconductor, занимающейся разработкой и выпуском различных микроконтроллеров и другой полупроводниковой продукции, что позволит Infineon стать крупнейшим поставщиком микросхем для автомобильного рынка.

## Собственники и руководство
Акции компании котируются на Франкфуртской фондой бирже, а также на внебиржевом рынке в США в виде американских депозитарных расписок. Более 90 % акций принадлежит институциональным инвесторам, по состоянию на 2022 год крупнейшими из них были американская инвестиционная группа BlackRock (7,69 % акций) и немецкая группа DWS Group (3,00 % акций); 9,47 % акций принадлежало розничным акционерам.
- Вольфганг Эдер (Dr. Wolfgang Eder, род. в 1952 году) — председатель наблюдательного совета. Кроме этого с 2014 года возглавляет австрийскую сталелитейную компанию Voestalpine.
- Йохен Ханебек (Jochen Hanebeck, род. в 1968 году) — генеральный директор и председатель правления с 2022 года, в компании с 1994 года (до 1999 года в Siemens).

## Деятельность
Основной продукцией компании являются силовые полупроводниковые приборы (МОП-транзисторы и БТИЗ), изготавливаемые из кремния, карбида кремния и нитрида галлия, а также различные микроконтроллеры. Производственные мощности имеются в Германии, Венгрии, США, Мексике, Индонезии, Южной Корее, Филиппинах, Малайзии, Китае, Таиланде и Сингапуре, но часть продукции изготавливается сторонними контрактным производителями.
Подразделения по состоянию на 2022 год:
- Automotive — автомобильная электроника, 45 % выручки;
- Industrial Power Control — силовые полупроводниковые приборы для промышленности и возобновляемой энергетики (импульсные стабилизаторы напряжения, инверторы и др.), 13 % выручки;
- Power & Sensor Systems — датчики и блоки питания, в частности для дата-центров и телекоммуникационного оборудования, 29 % выручки;
- Connected Secure Systems — комплектующие для интернета вещей и систем безопасности, 13 % выручки.

Распределение выручки по регионам: Европа, Ближний Восток и Африка — 24 % (из них Германия — 11 %), Азия — 63 % (из них Китай — 29 %, Япония — 10 %, Тайвань — 8 %), Америка — 13 % (из них США — 11 %).

## Криптографические чипы
Чипы Infineon используются для реализации криптографических функций в ряде систем, в том числе смарт-картах и модулях Trusted Platform Module (TPM). Они обеспечивают генерацию, безопасное хранение и использование ключей, в том числе в рамках криптосистемы RSA. На их базе, в частности, реализована Эстонская национальная система ID-карт (750 тысяч пользователей), и может работать дисковое шифрование Bitlocker. В начале ноября 2017 года опубликована статья, продемонстрировавшая наличие в таких чипах режима с генерированием некачественных RSA-ключей, из-за чего сравнительно небольшие вычисления позволяют получить приватный ключ из публичного.